# Bruno Tabacci
Bruno Tabacci, né le 27 août 1946 à Quistello, est une personnalité politique italienne, membre du Centre démocrate.

## Biographie
Bruno Tabacci a démissionné fin janvier 2008 de l'UDC de Pier Ferdinando Casini afin de fonder la Rose pour l'Italie (Movimento Federativo Civico Popolare), pour laquelle il est candidat au poste de président du Conseil aux élections de 2008. En novembre 2009, il est cofondateur de l'Alliance pour l'Italie aux côtés notamment de Francesco Rutelli.
Il participe aux primaires de la gauche en 2012 et fonde le Centre démocrate un parti allié au centre-gauche pour les élections législatives de février 2013.
Il est tête de liste du Choix européen pour les élections européennes de 2014, pour l'Italie méridionale.